# Ould Biram
Ould Biram è uno dei quattro comuni del dipartimento di Boghé, situato nella regione di Brakna in Mauritania. Contava 9.620 abitanti nel censimento della popolazione del 2000.